# Лохар-шах
Лохар-шах (д/н — 1580) — 23-й султан Кашміру в 1579—1580 роках.

## Життєпис
Походив з династії Чаків. Онук Каджі Чака, син Шанкара, одного з претендентів на трон. 1565 року після загибелі батька замирився з султаном Хусейн-шахом I.Потім вірно служив Алі-шаху II.
1579 року після повалення Юсуф-шаха Сайїдоом Мубараком зібрав війська, претендуючи на владу. За підтримки Абдали Бата схопив Мубарака, а потім став султаном, призначивши Абдалу візиром. Знищив Алі Хана, можливого претендента на трон.
На початку 1580 року до кордонів Кашміру з могольським військом підійшов Юсуф-шах. Тут до нього перейшов Мухаммед Бат, який здав місто Бухлулпур. Подальші спроби султана організувати опір не дали результату: загони частково розбіглися, частково перейшли на бік Юсуф-шаха.
Зібрав вірних вояків закріпився в Гірапурі, охороняючи перевал Пір Панджал, але Юсуф-шах увійшов до Кашмірської долини через Тошамайдан. У битвах біля Чіра-Харі і Сопурі султанські війська на чолі із Гайдаром Чакою зазнали поразок. У відповідь сам Лохар-шах рушив на Сопур. В наступній битві зазнав поразки, а потім біля Братани, зрештою потрапив у полон. Був осліплений та невдовзі помер.